# Emmanuel Chabrier
Alexis Emmanuel Chabrier (18. ledna 1841 Ambert – 13. září 1894 Paříž) byl francouzský hudební skladatel a klavírista.

## Život
Alexis-Emmanuel Chabrier se narodil v Ambertu v departementu Puy-de-Dôme ve střední Francii. Jeho otec byl právník. Hudbě se začal věnovat v šesti letech a dochovaly se jeho první klavírní skladby, které napsal v roce 1849. Rodina se přestěhovala v roce 1852 do Clermont-Ferrandu a Alexis se začal připravovat na právnickou kariéru. Navštěvoval císařské lyceum a vedle toho studoval i hudební teorii i praxi u skladatele polského původu Alexandra Tarnowského.
V roce Chabrierovi 1856 přesídlili do Paříže a Alexis pokračoval ve studiu práv i hudby. Studia práv dokončil v roce 1861 a od 29. října pracoval na ministerstvu vnitra. Pokračoval však i v hudební kariéře. Zkomponoval několik drobnějších klavírních skladeb.
.

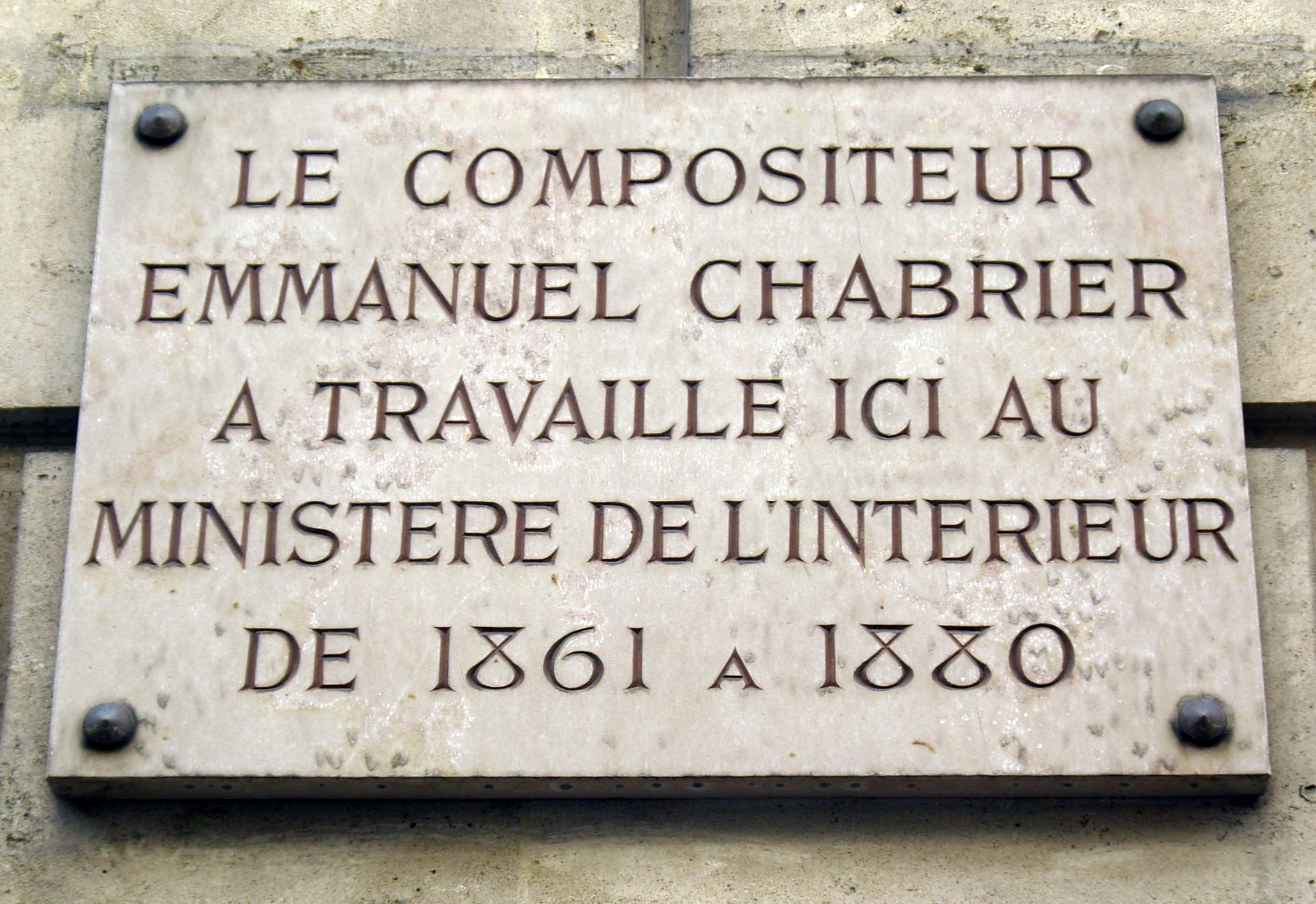
Pamětní deska připomínající působení na ministerstvu vnitra

Počínaje rokem 1862 se připojil ke kroužku parnasistů a s některými z jeho členů později spolupracoval. Zejména se sblížil s Paulem Verlainem. Verlain napsal libreta ke dvěma Chabrierovým operetám, které však skladatel nikdy nedokončil.
Oba jeho rodiče zemřeli během několika měsíců roku 1869. Během Prusko-francouzské války (1870–1871) a Pařížské komuny pokračoval Chabrier v práci na ministerstvu, i když se úřad stěhoval z Tours do Bordeaux a posléze do Versailles. V roce 1873 se oženil s Marií Alicí Dejeanovou, se kterou měl tři syny (jeden zemřel v dětství).

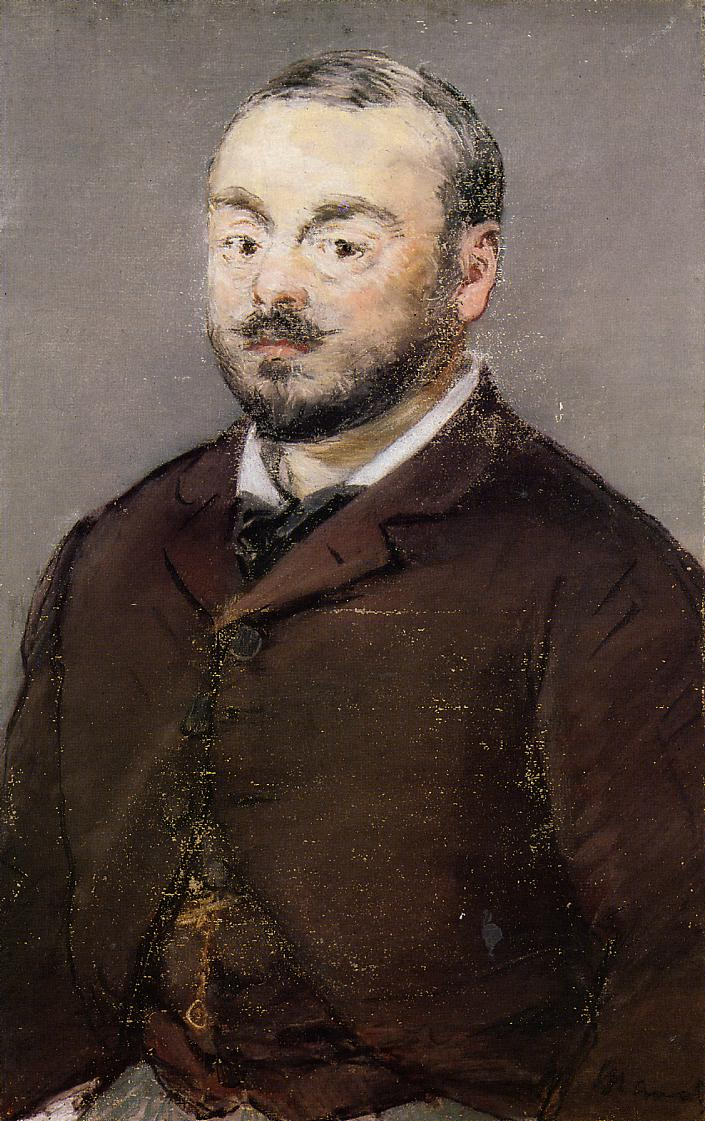
Emmanuel Chabrier, 1880, na obraze Édouarda Maneta, Ordrupgaard Museum, Charlottenlund, Denmark

Během sedmdesátých let začal komponovat několik jevištních děl. Prvním, které úplně dokončil byla v roce 1877 opera L'étoile, která se setkala s úspěchem. V divadle Théâtre des Bouffes Parisiens dosáhla 48 představení. V Paříži se okolo Chabriera vytvořil kroužek přátel složený ze spisovatelů, malířů a hudebníků, kteří se pravidelně setkávali na čtvrtečních soirée. Patřili mezi ně skladatelé Gabriel Fauré, Ernest Chausson, Vincent d'Indy, spisovatelé Émile Zola, Alphonse Daudet, Jean Moréas, Jean Richepin, Auguste Villiers de l'Isle-Adam, Stéphane Mallarmé a malíři Henri Fantin-Latour, Edgar Degas a Édouard Manet.
Po zhlédnutí Wagnerovy opery Tristan a Isolde v Mnichově v roce 1879 se rozhodl zanechat práce na ministerstvu a plně se věnovat hudbě. Studoval Wagnerovu hudbu, navštívil představení operního cyklu Prsten Nibelungův v Londýně a v Bruselu a stal i asistentem dirigenta Charlese Lamoureuxe při přípravě koncertního provedení Wagnerových děl v Paříži.
V roce 1886 dokončil operu Gwendoline. Pařížská opera tuto operu odmítla, ale její uvedení v Bruselu mělo úspěch. Bohužel se odehrála pouze dvakrát, neboť impresário zkrachoval. Ani další opera, Le roi malgré lui, neměla štěstí. Byla uvedena v Paříži v Théâtre national de l'Opéra-Comique, ale po třetím představení budova divadla vyhořela. Skutečného úspěchu se dočkal až Lipsku a v Mnichově.
13. července 1888 byl Chabrier vyznamenán Řádem čestné legie.
V posledních letech svého života se Chabrier potýkal s finančními problémy způsobenými krachem jeho bankéřů i problémy zdravotními. Trpěl terciárním stádiem syfilis i depresemi způsobenými neúspěchem svých jevištních děl. Rovněž smrt milované manželky v lednu 1891 na něj hluboce zapůsobila. Ponořil se do komponování opery Briséïs inspirované tragédií Johanna Wolfganga von Goethe, ale podařilo se mu dokončit pouze první jednání. V závěru života ho postihla progresivní paralýza a zemřel v Paříži 13. září 1894 ve věku 53 let. Byl pohřben na hřbitově Montparnasse.
Kromě hudebního díla zanechal po sobě rozsáhlou sbírku obrazů současných francouzských malířů

## Dílo

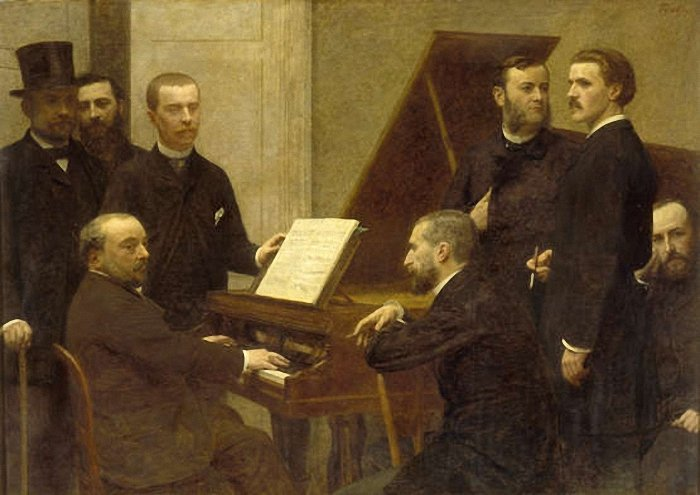
Autour du piano, olej Henri Fantin-Latour (1885); Chabrier u klavíru, Adolphe Julien, Arthur Boisseau, Camille Benoît, Edmond Maître, Antoine Lascoux, Vincent d'Indy a Amédée Pigeon.

### Opery a operety
- Jean Hunyade (opera, 1867, nedokončeno)
- Le service obligatoire (opereta, 1872, ztraceno)
- Fisch-Ton-Kan (opera buffa, 1863-64, nedokončeno)
- L'étoile (opera buffa, 1877)
- Le Sabbat (komická opera, 1877, nedokončeno
- La Girondine (opera, 1878, ztraceno)
- Une éducation manquée (opereta, 1879)
- Les muscadins (opera), 1880, nedokončeno)
- Gwendoline (opera, 1886)
- Le roi malgré lui' (komická opera, 1887)
- Briséïs ou Les amants de Corinthe (drame lyrique, 1888-91, nedokončeno)
- Vaucochard et fils Ier (opereta, 1864, nedokončeno)

### Orchestrální skladby
- Lamento (1875)
- Larghetto pro lesní roh a orchestr (1875)
- España, rapsódie pro orchestr (1883)
- Prélude pastoral et Joyeuse marche (1888)
- Suite pastorale (1888)

### Klavírní skladby
- Rêverie (1855)
- Julia, Grande Valse, Op. 1 (1857)
- Le scalp!!! (1861)

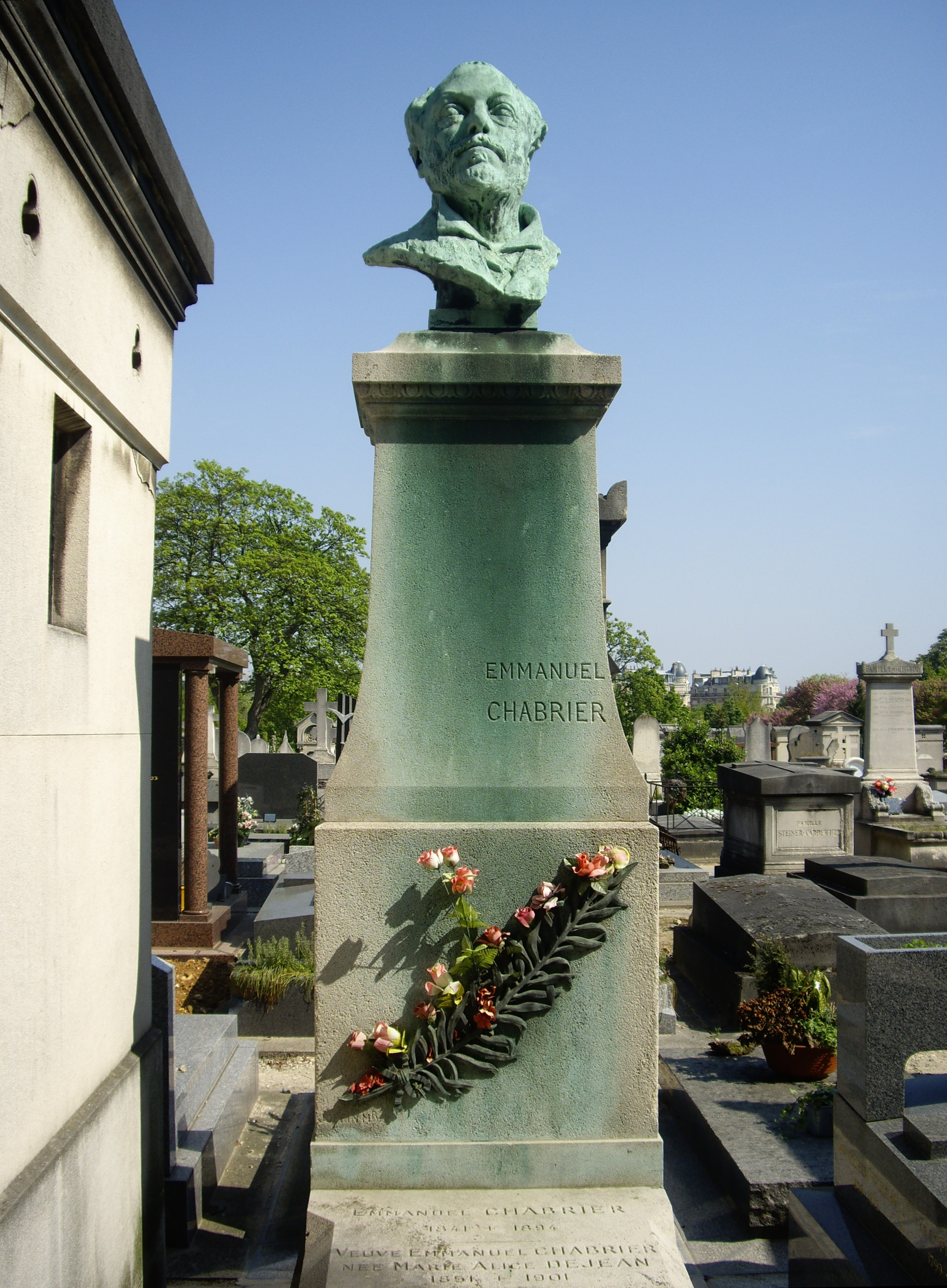
Hrobka Emmanuela Chabriera na hřbitově Montparnasse

- Souvenirs de Brunehaut, valčík(1862)
- Marche des Cipayes (1863)
- Suite des valses (1872)
- Impromptu in C major (1873)
- Pas redoublé (Cortège burlesque) pro čtyři ruce (1881)
- 10 pièces pittoresques (1881)
- Trois valses romantiques pro dva klavíry
- Prélude et marche française pro čtyři ruce (1883/5)
- Habanera (1885)
- Souvenirs de Munich, Quadrille na téma z Tristan und Isolde pro čtyři ruce (1885–86)
- Bourrée fantasque (1891)
- Cinq morceaux (posmrtné vydání)
- Air de Ballet (posmrtné vydání)

### Písně
- Nine Songs (1862)
- L'invitation au voyage (1870, slova Charles Baudelaire)
- Sérénade de Ruy Blas (1873)
- Sommation irrespectueuse (1880, slova Victor Hugo)
- Tes yeux bleus (1883)
- Credo d'amour (1883)
- Chanson pour Jeanne (1886)
- 6 mélodies (1890)
- Nez au Vent (posth.)

### Jiná vokální díla
- Cocodette et Cocorico (komický duet pro soprán, tenor a orchestr, 1878)
- Monsieur et Madame Orchestre (komický duet pro 2 hlasy, sbor a klavír, 1877-79)
- La Sulamite (lyrická scéna pro mezzosoprán, ženský sbor a orchestr, 1884)
- Duo de l'ouvreuse de l'Opéra-Comique et de l'employé du Bon Marché (1888)
- À la musique (soprán, ženský sbor a orchestr,slova Edmond Rostand, 1890)